# Anthelia glauca
Anthelia glauca Lamarck, 1816 è un ottocorallo della famiglia Xeniidae.